# جيرالد ماكي
جيرالد ماكي (بالإنجليزية: Gerald McKee)‏ هو شخصية أعمال أمريكي، ولد في 11 يونيو 1929، وتوفي في 13 يناير 2013.